# Roman Totenberg

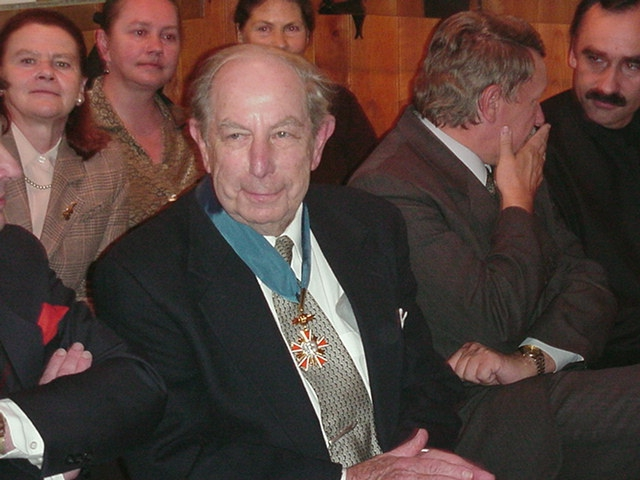
Roman Totenberg w dniu nadania Krzyża Komandorskiego Orderu Zasługi Rzeczypospolitej Polskiej, 2000

Roman Totenberg (ur. 1 stycznia 1911 w Łodzi, zm. 8 maja 2012 w Newton) – polski skrzypek i pedagog zamieszkały w Stanach Zjednoczonych.

## Życiorys
Ojciec Romana pochodził z żydowskiej rodziny kupieckiej, w rodzinie matki byli Żydzi i chrześcijanie. Gry na skrzypcach Roman zaczął się uczyć mając sześć lat. Po kilku miesiącach koncertował już ze swoim nauczycielem, który był koncertmistrzem w operze. Lata młodzieńcze spędził w Warszawie. Ukończył V Liceum Ogólnokształcące im. Ks. Józefa Poniatowskiego, a następnie uczył się konserwatorium u Michałowskiego. Później studiował u C. Flescha w Berlinie i G. Enescu w Paryżu. Debiutował w 1925 z Orkiestrą Filharmonii Warszawskiej, wkrótce potem zadebiutował za granicą z Berliner Philharmoniker.
W 1927 poznał Karola Szymanowskiego, który był wówczas dyrektorem konserwatorium. W 1933 w Paryżu nawiązał znajomość z Dariusem Milhaud podczas jego kompozytorskiego debiutu.
Tuż przed wybuchem II wojny światowej wyemigrował do Stanów Zjednoczonych. W 1940 został dyrektorem działu muzyki kameralnej w rozgłośni radiowej WQXR. W czasie amerykańskiego tournée koncertował z największymi orkiestrami wraz z Karolem Szymanowskim i Arturem Rubinsteinem.
Od 1947 był profesorem Akademii Muzycznej w Santa Barbara w Kalifornii, 1950–1960 kierownikiem w Aspen Institute w Kolorado. W latach 1961–1978 był profesorem i kierownikiem wydziału smyczkowego w Boston University. W latach 1978–1985 podobną funkcję sprawował w Peabody Conservatory of Music w Baltimore oraz w Longy School of Music.

## Wyróżnienia
W 1983 otrzymał tytuł „Nauczyciela – Artysty roku”, przyznawany przez American String Teachers Association. W 1988 został uhonorowany Odznaką „Zasłużony dla Kultury Polskiej”, a w 2000 Krzyżem Komandorskim Orderu Zasługi Rzeczypospolitej Polskiej.
Roman Totenberg był także jurorem międzynarodowych konkursów muzycznych i organizatorem festiwali.

## Rodzina
Jego córką jest Nina Totenberg, dziennikarka amerykańskiego National Public Radio.

## Wybrana dyskografia (CD)
- 1993 Johannes Brahms: Violin Concerto in D Major, Op. 77 • Karol Lipiński: Violin Concerto in D Major, Op. 21 „Concerto Militaire” – Roman Totenberg with the Polish National Radio Symphony Orchestra conducted by Antoni Wit (Titanic)
- Ernest Bloch: Violin Concerto & Trois Poemes Juifs – Roman Totenberg with the Vienna State Opera Orchestra conducted by Vladimir Golschmann (Vanguard Classic)
- 2009 Ludwig van Beethoven: Violin Concerto in D Major, Op.61 • Roman Totenberg with the Poznan Philharmonic Orchestra conducted by Stanislav Wislocki (Past Classics)
- 2011 The Art of Roman Totenberg • From Bach to Webern • Recordings from 1943-1996 (2CD) (Arbiter)